# Farmington (Illinois)

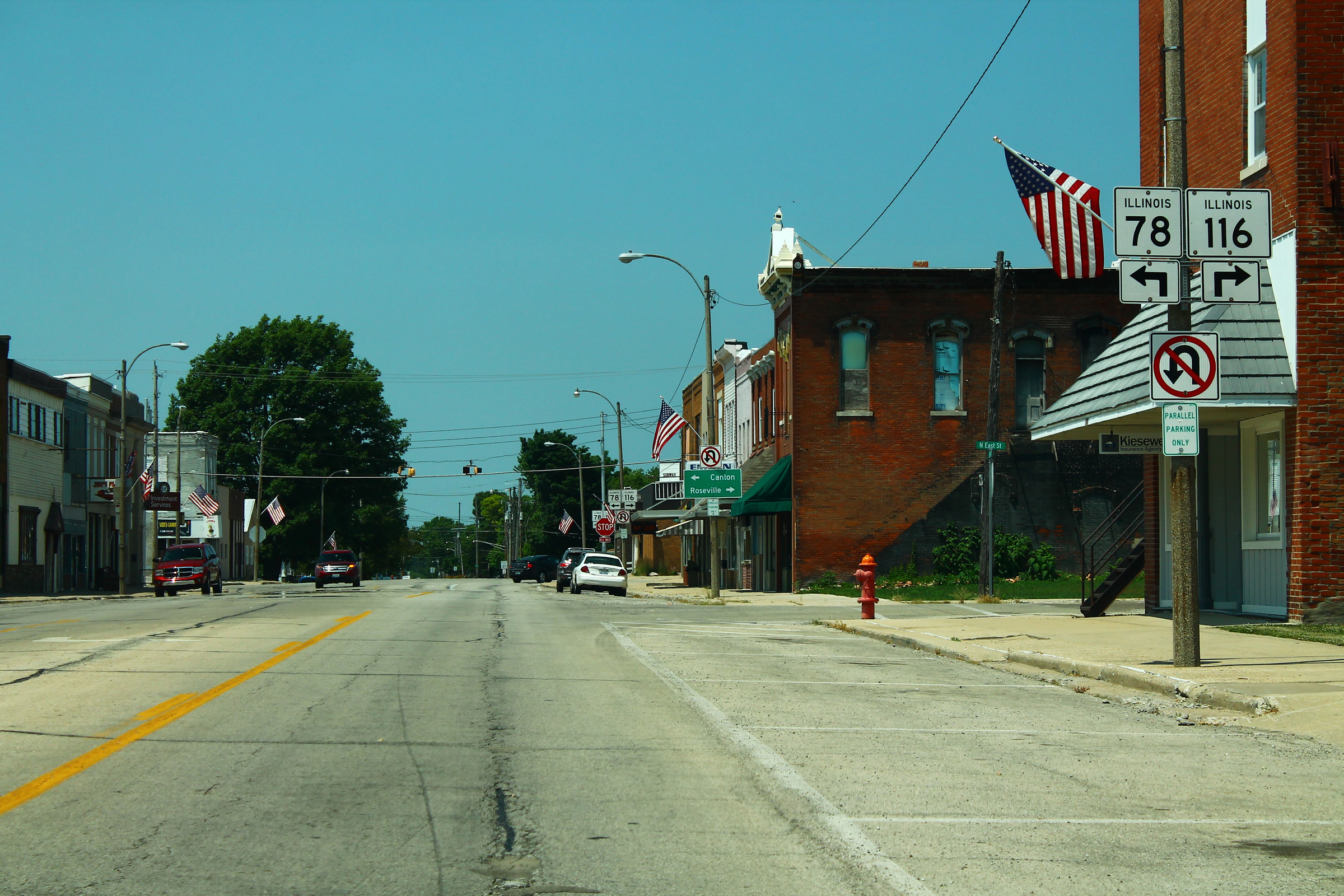
Calle principal de Farmington

Farmington es una ciudad en el estado de Illinois,  en el condado de Fulton.

## Demografía
Según el censo de 2000 su población era de 2601 habitantes. En 2006 se estimó una población de 2483, una disminución de 118 (-4,5%).

## Geografía
Según el United States Census Bureau tiene un área total de 3,2 km ², de los cuales 3,2 kilómetros cuadrados están cubiertos por tierra y 0,0 km ² están cubiertos por agua 